# یوشو کیتانو
یوشو کیتانو (ژاپنی: 北野 祐秀؛ ۱۴ آوریل ۱۹۳۰ – ۲۷ فوریهٔ ۲۰۱۶) کشتی‌گیر آزاد اهل ژاپن بود.
او در مسابقات المپیک، آسیایی و بین‌المللی در مجموع برندهٔ ۳ مدال نقره شده‌است. یوشو کیتانو پس‌از بازنشستگی و در بازی‌های المپیک ۱۹۶۰، با عنوان مربی کشتی حضور داشت. او در اثر حمله قلبی در سن ۸۵ سالگی درگذشت.